# 金省徳
金省徳 (キム・ソンドク、1967年1月12日 - ) は、ITFテコンドーの指導者・8段/師賢 (マスター)。

## 経歴

### 幼年期・少年時代
- 1967年1月12日、神戸市長田区にて在日コリアン3世として生まれ、3歳のころ、母型の実家の地である広島へ移る。
- 1974年、広島の民族学校へ入学。
- 1977年、10歳の頃、自宅近所の道場で空手を学び始める。
- 1980年、中学高校時代は空手部に在籍。

### 日本のITFテコンドー黎明期〜選手時代
- 1985年、大学入学後、東京多摩地区でテコンドーを学ぶ大学の先輩と共に学内でテコンドー部発足を企画しながら、日曜以外は毎日3～4時間のテコンドー漬けの日々を送る。また、このころから頻繁に来日していたテコンドー創始者崔泓熙や、ITF草創期古参指導者たちのセミナーへ積極的に参加し、時折、食事の席も共にしながら技術享受に余念なく励む。
- 1989年、大学卒業にともない、当時の日本国際テコンドー協会会長 (後のITF筆頭副総裁) より手紙を受け取り、テコンドーを生涯武道と決心。会長ファミリーの経営する会社に入社し、日本でのテコンドー普及に邁進する。
- 1990年、世界選手権（カナダ）のスパーリング部門で日本初の銀メダルを獲得。
- 1993年、当時ITF本部のあったカナダへ武者修行に出ていた直系弟子の芝上和明が、オールカナディアン選手権に参戦しスパーリング部門で日本初の優勝を果たす。
- 1994年、「テコンドー キムズジム」を開設。
- 1997年、早稲田大学テコンドークラブ発足と同時に監督を務める。

### 国際師範時代
- 1998年、テコンドー創始者崔泓熙ITF総裁が直接審査官を務める審査会にて4段審査を受け、公認国際師範となる。
- 2001年、日本国際テコンドー協会 普及担当理事に就任。
- 2002年、アジアテコンドー選手権大会 （モンゴル）日本ナショナルチーム監督を務める。
- 2003年6月、第13回 世界テコンドー選手権大会 (ギリシャ) 日本ナショナルチーム・コーチを務める。
- 2003年9月、5段に昇段 (審査官: ITF技術委員長 パク・チョンス師賢)。
同年、ITF・テコンドー創始者崔泓熙没後、ITFがチャン・ウン派とトラン派とに分裂。
- 2004年、チャン・ウン派ITF傘下組織となった日本国際テコンドー協会 (ITF-JAPAN) を離脱。チャン・ウン派ITFを主導する朝鮮テコンドー連盟は、統一戦線部傘下にあった[1]。
- 2004年6月、海外の多くのITF師範達に同調し、オーストリア・ウイーンでトラン派ITFへ正式登録。国内に一般社団法人日本ITFテコンドー協会を発足。 事務局長に就任。
同年、第1回 ワールドカップ (アメリカ・フロリダ) 日本代表選手団監督。
- 2005年、第14回 世界選手権 (ドイツ・ドルトムント) 日本代表選手団監督・直系弟子の豊永誠史が最も選手層の厚い1段型の部で初の世界チャンピオンとなる。
同年、国際インストラクターセミナー (IIC) (フィリピン・アンヘレス) 修了。
- 2006年、第2回 ワールドカップ (スペイン・ベニドルム)日本代表選手団監督。
- 2007年、ITFコリア (韓国・釜山) 指導。
同年、第15回 世界選手権 (カナダ・ケベック)日本代表選手団監督、一般社団法人日本ITFテコンドー協会理事長就任。
- 2008年、第3回 ワールドカップ (イタリア・リーヴァ・デル・ガルダ)日本代表選手団監督。
- 2008年10月、イタリアにて6段に昇段（審査官: ITF総裁 トラン・トリュ・クァン師賢）。
- 2009年11月、第16回 世界選手権 (アルゼンチン・マルデルプラタ) 日本代表選手団監督。
- 2011年3月、第17回 世界選手権 (ニュージーランド・ウェリントン)日本代表選手団監督。
- 2012年10月、第4回 ワールドカップ (イギリス・ブライトン) 日本代表選手団監督。

### 師賢 (マスター) 時代
- 2014年9月、ジャマイカにて7段に昇段。師賢 (マスター) の称号を授与。(審査官: ITF技術委員長・ヘクター・マラノ師聖)
- 2015年、世界選手権スペイン・ベニドルムにて日本代表選手団監督、極東アジア選手権大会ロシア・ウスリースク日本代表監督、日中露合同練習会指導。
- 2016年、ハンガリー・ブダペストにおけるITF総会へナショナル・アソシエーション代表として参加。
同年、一般社団法人日本ITFテコンドー協会副会長就任。
- 2017年、アイルランド・ダブリンにおけるITF総会へナショナル・アソシエーション代表として参加。
- 2018年、オーストラリア・シドニーにおけるITF総会へナショナル・アソシエーション代表として参加。
- 2023年、フィンランド・タンペレにて８段に昇段。(審査官: ITF技術委員長・ヘクター・マラノ師聖)

## 主な戦績[2]
- 1987年 - 首都圏大会ミドル級優勝
- 1988年 - 東京都大会ミドル級準優勝
- 1989年 - 第13回世界学生祝典 模範競技参加 (北朝鮮・平壌)
- 1990年 - 第1回 全日本テコンドー選手権大会 ミドル級 優勝
- 1990年 - 第7回 世界テコンドー選手権大会 ミドル級 準優勝 (カナダ・モントリオール)
- 1991年 - 第2回 全日本テコンドー選手権大会 ミドル級 優勝
- 1992年 - 第3回 全日本テコンドー選手権大会 ミドル級 優勝
- 1994年 - 第5回 全日本テコンドー選手権大会 モランボンカップ '94 ミドル級 優勝
- 1995年 - 第6回 全日本テコンドー選手権大会 モランボンカップ '95 ミドル級 準優勝
- 2002年 - アジアテコンドー選手権大会 トゥル4段の部 第3位入賞 (モンゴル・ウランバートル)